# Indian Hills (Kolorado)
Indian Hills – jednostka osadnicza w Stanach Zjednoczonych, w stanie Kolorado, w hrabstwie Jefferson.